# Côte languedocienne
Côte languedocienne este o arie protejată (arie de protecție specială avifaunistică — SPA) din Franța întinsă pe o suprafață de 71.874 ha, integral marine.

## Localizare
Centrul sitului Côte languedocienne este situat la coordonatele 43°20′59″N 3°38′14″E / 43.34972°N 3.63722°E.

## Înființare
Situl Côte languedocienne a fost declarat arie de protecție specială avifaunistică în octombrie 2008 pentru a proteja 10 specii de animale.

## Biodiversitate
Situată în ecoregiunea mediteraneană, aria protejată nu include niciun habitat protejat.
La baza desemnării sitului se află mai multe specii protejate de  păsări (10): cufundar polar (Gavia arctica), pescăriță râzătoare (Gelochelidon nilotica), Larus audouinii, Larus genei, pescăruș-cu-cap-negru (Larus melanocephalus), Puffinus puffinus mauretanicus, Puffinus yelkouan, chiră mică (Sterna albifrons), chiră de baltă (Sterna hirundo), chiră de mare (Sterna sandvicensis).
Pe lângă speciile protejate, pe teritoriul sitului au mai fost identificate 1 specie de păsări.